# Coupe du Canada (water-polo)
Pour les articles homonymes, voir Coupe Canada (homonymie).
La coupe du Canada (Canada Cup en anglais) est une compétition amicale internationale d’équipes nationales de water-polo féminin, organisée à Montréal par Water Polo Canada.

## Organisation
En décembre, l'équipe féminine du Canada affronte des équipes invitées : trois lors des éditions de 2009 et 2010 (Australie et Italie, celle des États-Unis en 2009 remplacée par la Chine en 2010) et six en 2011 (entrée des équipes d'Espagne, de Hongrie et des Pays-Bas sans l'Italie).
Une première phase permet à chaque équipe d’affronter les autres, avant d’être réparties en phase finale selon les résultats. En 2009 et 2010, des demi-finales précèdent la finale et le match pour la troisième place. En 2011, la finale et les deux matches de classement découlent directement de la phase précédente.

## Palmarès
| Année                  | Lieu              | Vainqueur  | Finaliste | Troisième | Meilleur buteur (buts) |
| ---------------------- | ----------------- | ---------- | --------- | --------- | ---------------------- |
| 2 au 6 décembre 2009   | Montréal (Québec) | États-Unis | Australie | Canada    | non connu              |
| 15 au 19 décembre 2010 | Montréal (Québec) | Chine      | Australie | Canada    | Wang Yi (en) (12)      |
| 13 au 18 décembre 2011 | Montréal (Québec) | Australie  | Chine     | Canada    | Gabriella Szűcs (16)   |